# Ciacona in e
Die Ciacona in e BuxWV 160 ist eine Chaconne für Orgel von Dieterich Buxtehude, deren viertaktiges Ostinato auf einem absteigenden Tetrachord (e-d-c-h) in e-Moll beruht. Eine Aufführung dauert etwa fünf Minuten.

## Überlieferung
Wie die beiden anderen bekannten ostinaten Orgelwerke Buxtehudes, die Passacaglia in d (BuxWV 159) sowie die Ciacona in c (BuxWV 161), ist die Ciacona in e unter dem Titel Ciacona. di Dit. Buxtehude nur im sogenannten Andreas-Bach-Buch überliefert, einer nach ihrem Besitzer Johann Andreas Bach benannten Manuskriptsammlung, die wahrscheinlich zwischen 1703 oder 1704 und 1714 von dessen Vater Johann Christoph Bach, dem ältesten Bruder Johann Sebastian Bachs und einigen anderen, nicht oder nicht sicher identifizierbaren Schreibern angefertigt wurde.

## Musik
Buxtehude griff in seinem Œuvre häufiger auf ostinate Formen zurück, eröffnet sie doch eine quasi improvisatorische Freiheit, bei der sich Variationen und Ausschmückungen des motivischen Materials leichter bemerkbar machen. 
Matthias Schneider sieht in dieser Ciacona „eine eher konventionelle Folge von Variationen“ unterschiedlicher Figuration mit einigen kantablen Abschnitten, wobei schließlich auch das ostinate Thema durch „Chromatisierung und Umformulierung“ variiert wird. Hinsichtlich der Aufführungspraxis empfiehlt Schneider zur Wahrung eines homogenen Klangeindrucks, die Orgelregister nur sparsam oder gar nicht zu wechseln und zur Heraushebung der motivischen Bezüge die Kombination der Prinzipal mit einem Oktavregister, dazu leichte Pedalregister. Bei paariger Motivwiederholung sei eine subtile Differenzierung durch die Artikulation einem Manualwechsel mit echoartiger Registrierung vorzuziehen.